# Governatore del Mississippi
Il Governatore del Mississippi (in inglese: Governor of Mississippi) è il capo del governo dello stato statunitense del Mississippi.

## Elenco

### Partiti
Indipendente (2)
  Democratico-Repubblicano (3)
  Democratico (53)  
  Repubblicano (7)
  Whig (2)
| #  | Foto | Nome                  | Mandato          | Mandato          | Partito                  | Vicegovernatore        |
| #  | Foto | Nome                  | Inizio           | Termine          | Partito                  | Vicegovernatore        |
| -- | ---- | --------------------- | ---------------- | ---------------- | ------------------------ | ---------------------- |
| 1  |      | David Holmes          | 10 dicembre 1817 | 5 gennaio 1820   | Democratico-Repubblicano | Duncan Stewart         |
| 2  |      | George Poindexter     | 5 gennaio 1820   | 7 gennaio 1822   | Democratico-Repubblicano | James Patton           |
| 3  |      | Walter Leake          | 7 gennaio 1822   | 17 novembre 1825 | Democratico-Repubblicano | David Dickson          |
| 4  |      | Gerard Brandon        | 17 novembre 1825 | 7 gennaio 1826   | Democratico              |                        |
| 5  |      | David Holmes          | 7 gennaio 1826   | 25 luglio 1826   | Democratico              | Gerard Brandon         |
| 6  |      | Gerard Brandon        | 25 luglio 1826   | 9 gennaio 1832   | Democratico              |                        |
| 7  |      | Abram M. Scott        | 9 gennaio 1832   | 12 luglio 1833   | Repubblicano Nazionale   | Fountain Winston       |
| 8  |      | Charles Lynch         | 12 luglio 1833   | 20 novembre 1833 | Repubblicano Nazionale   |                        |
| 9  |      | Hiram Runnels         | 20 novembre 1833 | 20 novembre 1835 | Democratico              |                        |
| 10 |      | John A. Quitman       | 3 dicembre 1835  | 7 gennaio 1836   | Whig                     |                        |
| 11 |      | Charles Lynch         | 7 gennaio 1836   | 8 gennaio 1838   | Whig                     |                        |
| 12 |      | Alexander G. McNutt   | 8 gennaio 1838   | 10 gennaio 1842  | Democratico              |                        |
| 13 |      | Tilghman Tucker       | 10 gennaio 1842  | 10 gennaio 1844  | Democratico              |                        |
| 14 |      | Albert G. Brown       | 10 gennaio 1844  | 10 gennaio 1848  | Democratico              |                        |
| 15 |      | Joseph W. Matthews    | 10 gennaio 1848  | 10 gennaio 1850  | Democratico              |                        |
| 16 |      | John A. Quitman       | 10 gennaio 1850  | 3 febbraio 1851  | Democratico              |                        |
| 17 |      | John I. Guion         | 3 febbraio 1851  | 4 novembre 1851  | Democratico              |                        |
| 18 |      | James Whitfield       | 24 novembre 1851 | 10 gennaio 1852  | Democratico              |                        |
| 19 |      | Henry S. Foote        | 10 gennaio 1852  | 5 gennaio 1854   | Unione                   |                        |
| 20 |      | John J. Pettus        | 5 gennaio 1854   | 10 gennaio 1854  | Democratico              |                        |
| 21 |      | John J. McRae         | 10 gennaio 1854  | 16 novembre 1857 | Democratico              |                        |
| 22 |      | William McWillie      | 16 novembre 1857 | 21 novembre 1859 | Democratico              |                        |
| 23 |      | John J. Pettus        | 21 novembre 1859 | 16 novembre 1863 | Democratico              |                        |
| 24 |      | Charles Clark         | 16 novembre 1863 | 22 maggio 1865   | Democratico              |                        |
| 25 |      | William L. Sharkey    | 13 giugno 1865   | 16 ottobre 1865  | Provvisorio              |                        |
| 26 |      | Benjamin G. Humphreys | 16 ottobre 1865  | 15 giugno 1868   | Democratico              |                        |
| 27 |      | Adelbert Ames         | 15 giugno 1868   | 10 marzo 1870    | Militare                 |                        |
| 28 |      | James L. Alcorn       | 10 marzo 1870    | 30 novembre 1871 | Repubblicano             | Ridgley C. Powers      |
| 29 |      | Ridgley C. Powers     | 30 novembre 1871 | 4 gennaio 1874   | Repubblicano             | Alexander K. Davis     |
| 30 |      | Adelbert Ames         | 4 gennaio 1874   | 29 marzo 1876    | Repubblicano             |                        |
| 31 |      | John M. Stone         | 29 marzo 1876    | 29 gennaio 1882  | Democratico              | William H. Sims        |
| 32 |      | Robert Lowry          | 2 gennaio 1882   | 13 gennaio 1890  | Democratico              | G. D. Shands           |
| 33 |      | John M. Stone         | 13 gennaio 1890  | 20 gennaio 1896  | Democratico              | M. M. Evans            |
| 34 |      | Anselm J. McLaurin    | 20 gennaio 1896  | 16 gennaio 1900  | Democratico              | J. H. Jones            |
| 35 |      | Andrew H. Longino     | 16 gennaio 1900  | 19 gennaio 1904  | Democratico              | James T. Harrison      |
| 36 |      | James K. Vardaman     | 19 gennaio 1904  | 21 gennaio 1908  | Democratico              | John Prentiss Carter   |
| 37 |      | Edmond Noel           | 21 gennaio 1908  | 16 gennaio 1912  | Democratico              | Luther Manship         |
| 38 |      | Earl L. Brewer        | 16 gennaio 1912  | 18 gennaio 1916  | Democratico              | Theodore G. Bilbo      |
| 39 |      | Theodore G. Bilbo     | 18 gennaio 1916  | 18 gennaio 1920  | Democratico              | Lee M. Russell         |
| 40 |      | Lee M. Russell        | 18 gennaio 1920  | 18 gennaio 1924  | Democratico              | Homer H. Casteel       |
| 41 |      | Henry L. Whitfield    | 22 gennaio 1924  | 18 marzo 1927    | Democratico              | Dennis Murphree        |
| 42 |      | Dennis Murphree       | 18 marzo 1927    | 16 gennaio 1928  | Democratico              |                        |
| 43 |      | Theodore G. Bilbo     | 16 gennaio 1928  | 19 gennaio 1932  | Democratico              | Clayton B. Adams       |
| 44 |      | Martin Sennett Conner | 17 gennaio 1932  | 21 gennaio 1936  | Democratico              | Dennis Murphree        |
| 45 |      | Hugh L. White         | 26 gennaio 1936  | 16 gennaio 1940  | Democratico              | Jacob Snider Buehler   |
| 46 |      | Paul B. Johnson Sr.   | 16 gennaio 1940  | 26 dicembre 1943 | Democratico              | Dennis Murphree        |
| 47 |      | Dennis Murphree       | 26 dicembre 1943 | 18 gennaio 1944  | Democratico              |                        |
| 48 |      | Thomas L. Bailey      | 18 gennaio 1944  | 2 novembre 1946  | Democratico              | Fielding L. Wright     |
| 49 |      | Fielding L. Wright    | 2 novembre 1946  | 22 gennaio 1952  | Democratico              | Sam Lumpkin            |
| 50 |      | Hugh L. White         | 22 gennaio 1952  | 17 gennaio 1956  | Democratico              | Carroll Gartin         |
| 51 |      | James P. Coleman      | 17 gennaio 1956  | 19 gennaio 1960  | Democratico              |                        |
| 52 |      | Ross Barnett          | 19 gennaio 1960  | 21 gennaio 1964  | Democratico              | Paul B. Johnson Junior |
| 53 |      | Paul B. Johnson Jr.   | 21 gennaio 1964  | 16 gennaio 1968  | Democratico              | Carroll Gartin         |
| 54 |      | Bell John Williams    | 16 gennaio 1968  | 18 gennaio 1972  | Democratico              | Charles L. Sullivan    |
| 55 |      | William Waller        | 18 gennaio 1972  | 20 gennaio 1976  | Democratico              | William F. Winter      |
| 56 |      | Cliff Finch           | 20 gennaio 1976  | 22 gennaio 1980  | Democratico              | Evelyn Gandy           |
| 57 |      | William Winter        | 22 gennaio 1980  | 10 gennaio 1984  | Democratico              | Brad Dye               |
| 58 |      | William Allain        | 10 gennaio 1984  | 12 gennaio 1988  | Democratico              |                        |
| 59 |      | Ray Mabus             | 12 gennaio 1988  | 14 gennaio 1992  | Democratico              |                        |
| 60 |      | Kirk Fordice          | 14 gennaio 1992  | 11 gennaio 2000  | Repubblicano             | Eddie Briggs           |
| 61 |      | Ronnie Musgrove       | 11 gennaio 2000  | 13 gennaio 2004  | Democratico              | Amy Tuck               |
| 62 |      | Haley Barbour         | 13 gennaio 2004  | 10 gennaio 2012  | Repubblicano             | Phil Bryant            |
| 63 |      | Phil Bryant           | 10 gennaio 2012  | 14 gennaio 2020  | Repubblicano             | Tate Reeves            |
| 64 |      | Tate Reeves           | 14 gennaio 2020  | in carica        | Repubblicano             | Delbert Hosemann       |